# Густав Шуфт
Котбус
Густав Шуфт (16. јуни 1876 Берлин — 8. фебруар 1948 Котбус) је био немачки гимнастичар учесник на првим Олимпијским играма 1896 у Атини.
Шуфт је био члан немачке екипе која је у екипном такмичењу на разбоју и вратилу и у обе дисциплине освојила златне медаље. Такође се такмичио у појединачној конкуренцији на разбоју, вратилу, коњу са хватаљкама и у пењању уз конопац али без успеха.